# Иванково (Фурмановский район)
Иванково — деревня в Фурмановском районе Ивановской области, административный центр Иванковского сельского поселения.

## География
Расположена близ автодороги Р-132 «Золотое кольцо» в 2 километрах на восток от райцентра Фурманова.

## История
В конце XIX — начале XX века деревня входила в состав Середской волости Нерехтского уезда Костромской губернии, с 1918 года — в составе Середского уезда Иваново-Вознесенской губернии.
С 1929 года деревня входила в состав Погостского сельсовета Середского района Ивановской области, с 1976 года — центр Иванковского сельсовета, с 2005 года — центр Иванковского сельского поселения.

## Население
| 1872 | 1897 | 1907 | 2002 | 2010 |
| ---- | ---- | ---- | ---- | ---- |
| 48   | ↗101 | ↘73  | ↗760 | ↘742 |

## Инфраструктура
В деревне имеются Иванковская средняя школа (открыта в 1982 году), дом культуры, МФЦ, фельдшерско-акушерский пункт.